# Mark Lewisohn

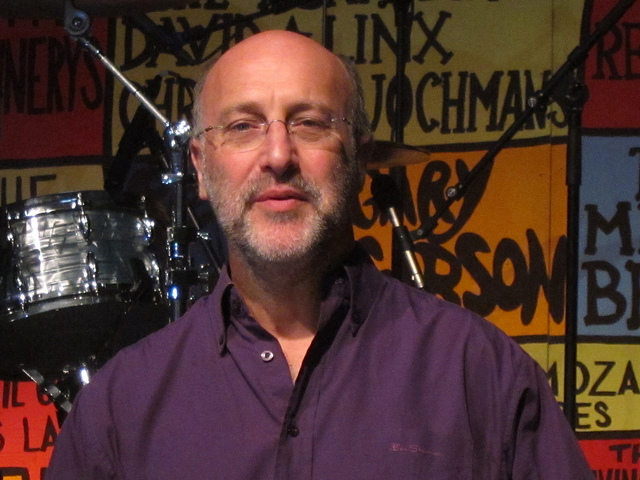
Mark Lewisohn, 2012

Mark Lewisohn (* 1958 in London) ist ein Autor und Beatles-Biograph.
Nachdem er 1986 sein Buch The Beatles live! veröffentlicht hatte, das sämtliche Beatles-Auftritte in chronologisch sortierter Reihenfolge und in kommentierter Form enthielt, erhielt er 1987 die Erlaubnis, sich in den Abbey Road Studios die originalen Beatles-Mehrspuraufnahmen sämtlicher Sessions von 1962 bis 1970 anzuhören. Diesen einzigartigen Einblick in die Studioarbeit der Beatles sowie zahlreiche Interviews mit Zeitzeugen ließ er in sein nächstes Buch The Complete Beatles Recording Sessions einfließen. Hier listete er chronologisch sämtliche Beatles-Aufnahmen auf und kommentierte sie. Dieses Buch wurde im Format einer Langspielplatte veröffentlicht, damit es neben die Beatles-Schallplattensammlung passt. Die Erkenntnisse seiner beiden ersten Bücher verband er in seinem Buch The Complete Beatles Chronicle. Alle drei Bücher gehören zu den besten Publikationen zum Thema „Beatles“, da es vor Lewisohn niemandem erlaubt war, über das Beatles-Archiv etwas zu publizieren.
Lewisohn kommentierte seitdem größtenteils alle Beatles-Booklets seit 1987, so unter anderem zu den Alben Past Masters Vol. 1, Past Masters Vol. 2 und zu den Alben der Anthology. Auch bei den neueren CDs von Paul McCartney schrieb er die Begleittexte. Zuvor war Lewisohn als Redakteur für McCartneys Fanclub-Zeitschrift Club Sandwich tätig.
Lewisohn schrieb unter anderem das Vorwort zu Andy Babiuks Beatles Gear sowie zum deutschen Beatles-Buch Komm, Gib Mir Deine Hand von Thorsten Knublauch und Axel Korinth.
Gegenwärtig arbeitet Lewisohn an einer Beatles-Biografie in drei Bänden. Der erste Band erschien im Oktober 2013. Eine erweiterte Fassung folgte im November 2013.
Alle Werke Mark Lewisohns wurden bislang ausschließlich in englischer Sprache veröffentlicht.

## Werke
- The Beatles Live! (1986, ISBN 1-85145-030-0)
- The Beatles: 25 Years In The Life: A Chronology 1962-1987 (1987, ISBN 978-0-283-99424-1)
- The Complete Beatles Recording Sessions: The Official Story of the Abbey Road Years (1988, ISBN 0-600-61207-4)
- The Beatles Day by Day: A Chronology 1962–1989 (1990, ISBN 0-517-57750-X)
- The Complete Beatles Chronicle (1996, ISBN 0-600-61001-2)
- The Beatles: All These Years, Volume One – Tune In (2013, ISBN 978-0-316-72960-4)
- The Beatles: All These Years – Extended Special Edition, Volume One – Tune In (2013, ISBN 978-1-4087-0478-3)
- The Beatles. A Hard Day’s Night. A Private Archive (2016, ISBN 978-0-7148-7185-1)